# 338. Infanterie-Division (Wehrmacht)
Die 338. Infanteriedivision (Wehrmacht) war eine deutsche Infanteriedivision im Zweiten Weltkrieg. Die Division wurde am 9. November 1942 Truppenübungsplatz Warthelager nördlich von Posen im Wartheland aufgestellt. Die Division wurde 1944 in schweren Kämpfen in Frankreich stark dezimiert und im Februar 1945 in Freiburg aufgefrischt. Die Division geriet im April 1945 im Ruhrkessel in US-amerikanische Kriegsgefangenschaft. 